# Marcin Żewłakow
Marcin Zewlakow (Varsóvia, 22 de abril de 1976) é um ex-jogador de futebol polaco. É irmão gêmeo de Michał Żewłakow.